# Catàleg astronòmic
Un catàleg astronòmic és una llista o tabulació d'objectes astronòmics, normalment agrupats per alguna característica comuna, com ara la morfologia, l'origen, el tipus, el mètode de detecció, el descobriment, etc. Els catàlegs astronòmics són normalment el resultat de recerques o observacions d'algun tipus.

## Catàlegs astronòmics de rellevància històrica
- Atles estel·lar d'Uranometria de Johann Bayer publicat el 1603 amb 1200 estrelles. Els noms estan elaborats amb combinacions de lletres gregues i el nom de la constel·lació, per exemple Alpha Centauri.
- Atles estel·lar Historia coelestis Britannica de John Flamsteed, publicat el 1725, llista d'estrelles que combina dos dígits amb la constel·lació, exemple 61 Cygni. El 1729 va ser publicat l'Atlas Coelestis, obra pòstuma.
- Catàleg de Messier - nebuloses i cúmuls estel·lars publicat el 1781, amb 110 objectes.
- New General Catalogue compilat el 1880, llista 7.843 objectes.
- Catalèg de Henry Draper publicat entre el 1918 i 1924, llista de més de 225.000 de les estrelles més brillants, s'anomenen usant HD seguit d'un nombre de 6 dígits.
- Catàleg Caldwell de Patrick Moore compilat el 1995 per complementar el catàleg Messier, va relacionar 109 cúmuls estel·lars brillants, nebuloses i galàxies anomenant-los de C1 a C109.
- 2MASS és el projecte més ambiciós per fer un mapa del cel nocturn actual. Entre els objectius s'inclou la detecció de nanes marrons, estrelles de baixa massa, i catalogar totes les estrelles i galàxies detectades. Conté més de 300 milions de fonts i han estat catalogades 1 milió.

## Catàlegs astronòmics àmpliament usats
- Catàleg Hipparcos – conté dades de 118.000 estrelles.
- Catàleg Tycho-2 – conté dades de 2.500.000 estelles.
- USNO B1.0 (1.042.618.261 estrelles/galàxies)
- 6th Orbit Catalog (Elements orbitals de doble/múltiple sistemes estel·lars)
- Catàleg d'Estrelles Dobles Washington
- Catàleg d'Estrelles Brillants o Catàleg Yale Bright Star